# Battaglia del fiume Vichra
La battaglia del fiume Vichra (in lituano Vichros mūšis, in russo Битва на реке Вихре?, in bielorusso Мсціслаўская бітва?) ebbe luogo il 29 aprile 1386 sul fiume Vichra, affluente del fiume Sož, vicino a Mscislaŭ tra il Granducato di Lituania e il Principato di Smolensk. I lituani conquistarono una vittoria decisiva e Smolensk dovette accettare di diventare un feudo della Lituania.
Andrej di Polack combatté con il suo fratellastro minore Jogaila per il trono del Granducato di Lituania. Andrej si alleò con l'Ordine livoniano e il principe Svjatoslav II di Smolensk, che desiderava riconquistare il principato di Mscislaŭ. Nel febbraio del 1386, quando Jogaila con i suoi alleati celebrò il suo matrimonio con Edvige di Polonia e la sua incoronazione come re polacco a Cracovia, l'Ordine invase la Lituania, giungendo quasi fino a Vilnius. A marzo, l'esercito di Smolensk assediò Vicebsk e Orša, ma non riuscì a prenderle. Svyatoslav devastò molte terre sul confine lituano e assediò Mscislaŭ che fu difesa da Karigaila, figlio di Algirdas.
Dopo essere venuto a conoscenza dell'invasione, Jogaila mandò un grande esercito comandato dal fratello Skirgaila. Nell'esercito c'erano anche Kaributas, Lengvenis, e Vitoldo. Mscislaŭ resistette a dieci giorni di assedio prima che arrivò l'esercito lituano ad ingaggiare l'esercito di Smolensk. La battaglia si concluse con una sconfitta totale delle truppe di Smolensk e la morte di Svjatoslav e di suo nipote Ivan. Due dei figli di Svjatoslav, Gleb e Jurij, furono feriti gravemente e presi prigionieri. L'esercito di Skirgaila si avvicinò a Smolensk, ma non l'assediò. Jurij, che secondo la Cronaca di Bychowiec era sposato con una nipote di Skirgaila e Jogaila, fu insediato come principe di Smolensk e come vassallo della Lituania, mentre il fratello Gleb fu tenuto come ostaggio in Lituania.
Successivamente, Gleb tornò a Smolensk e rivendicò il trono di Jurij. Ciò offrì al granduca Vitoldo l'occasione di conquistare Smolensk nel 1395.